# 阿部徳三郎

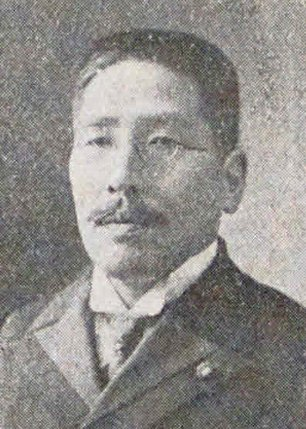
阿部徳三郎

阿部 徳三郎（あべ とくさぶろう、慶応3年9月22日（1867年10月19日）  - 1918年（大正7年）5月14日）は、日本の衆議院議員（立憲政友会）、弁護士。

## 経歴
陸奥国磐井郡弥栄村（現在の岩手県一関市）出身。明治法律学校（現在の明治大学）を卒業。1890年（明治23年）、弁護士試験に合格し、一関に法律事務所を構え、後に盛岡弁護士会常務員に選ばれた。
1898年（明治31年）、一関町会議員に選ばれた。1903年（明治36年）、第8回衆議院議員総選挙に出馬し、当選。以後、当選回数は6回を数えた。
その他、破産管財人、第八十八銀行法律顧問、一関葉煙草仲買株式会社監査役、東北印刷株式会社取締役などを務めた。

## 親族
- 長男、阿部時一 - 初代一関市長